# イアン・リチャードソン
イアン・リチャードソン（Ian Richardson, 本名：Ian William Richardson, CBE, 1934年4月7日 - 2007年2月9日）は、イギリス・スコットランドのエディンバラ出身の俳優。映画にも出演しているが、イギリスでは多くのテレビシリーズ・舞台に出演している。

## 略歴
グラスゴーの演劇学校で学び、ロイヤル・シェイクスピア・カンパニーで多くの舞台に立った。ブロードウェイでも活躍し、1965年には『Marat/Sade』でマラーを演じ、2年後の映画化作品『マルキ・ド・サドの演出のもとにシャラントン精神病院患者たちによって演じられたジャン＝ポール・マラーの迫害と暗殺』にも出演。1976年にはミュージカル『マイ・フェア・レディ』でヒギンズ博士を演じてトニー賞にもノミネートされた。
1980年代にはテレビ映画でシャーロック・ホームズにも扮している（2001年には、原作者アーサー・コナン・ドイルの師、ジョゼフ・ベル教授を演じた）。
1990年に一作目が放送されたテレビ・ミニシリーズ『野望の階段』で演じたフランシス・アーカートは特に有名。
2007年2月9日、ロンドン市内の自宅で就寝中に死去、72歳だった。

## 主な出演作品
- マルキ・ド・サドの演出のもとにシャラントン精神病院患者たちによって演じられたジャン＝ポール・マラーの迫害と暗殺 Marat/Sade （1967年）
- ティンカー、テイラー、ソルジャー、スパイ Tinker, Tailor, Soldier, Spy （1979年） TVシリーズ
- 未来世紀ブラジル Brazil （1985年）
- 第四の核 The Fourth Protocol （1987年）
- 遠い夜明け Cry Freedom （1987年）
- ローゼンクランツとギルデンスターンは死んだ Rosencrantz & Guildenstern Are Dead （1990年）
- 野望の階段 House of Cards （1990年） テレビ映画
- エム・バタフライ M. Butterfly （1993年）
- 野望の階段 第二部 To Play the King （1993年） テレビ映画
- 野望の階段 第三部 The Final Cut （1995年） テレビ映画
- バップス B*A*P*S （1997年）
- 迷宮のレンブラント Incognito （1997年）
- ダークシティ Dark City （1998年）
- アナザーワールド鏡の国のアリス Alice through the Looking Glass（1998年）
- 102 102 Dalmatians （2000年）
- フロム・ヘル From Hell （2001年）
- コナン・ドイルの事件簿 Murder Rooms （2000年 - 2001年） TVシリーズ 
  - 1.ドクター・ベルの推理教室The Dark Beginnings of Sherlock Holmes
  - 2.惨劇の森The Patient's Eyes
  - 3.死者の声The Photographer's Chair
  - 4.謎のミイラThe Kingdom of Bones
  - 5.暴かれた策略The White Knight Stratagem
- 戦場のアリア Joyeux Noël （2005年）